# Хметьево
Хметьево — деревня в Московской области России. Входит в городской округ Солнечногорск. Население — 110 чел. (2010).

## География
Деревня Хметьево расположена на севере Московской области, в северо-восточной части округа, по левому берегу впадающей в Сенежское озеро реки Мазихи примерно в 7,5 км к востоку от центра города Солнечногорска, с которым связана прямым автобусным сообщением. К деревне приписано 8 садоводческих товариществ. Ближайшие населённые пункты — деревни Гигирёво и Карпово.

## Население
| 1852 | 1859 | 1890 | 1899 | 1926 | 1966 | 1998 |
| ---- | ---- | ---- | ---- | ---- | ---- | ---- |
| 129  | ↗131 | ↘128 | ↗132 | ↗189 | ↘127 | ↗138 |
| 2002 | 2010 |      |      |      |      |      |
| ↗142 | ↘110 |      |      |      |      |      |

## История
Хметьево, сельцо 1-го стана, Звездеевой, Софьи Ермоловны, Поруч., (проживает постоянно), крестьян 62 души мужского пола, 67 женского, 14 дворов, 55 верст от столицы, 29 от уездного города, близ шоссе.— Нистрем К. Указатель селений и жителей уездов Московской губернии, 1852 г.
В «Списке населённых мест» 1862 года — владельческое сельцо 1-го стана Клинского уезда Московской губернии по левую сторону Санкт-Петербурго-Московского шоссе от Клина к Москве, в 30 верстах от уездного города и 8 верстах от становой квартиры, при колодцах, с 17 дворами и 131 жителем (63 мужчины, 68 женщин).
По данным на 1899 год — деревня Солнечногорской волости Клинского уезда с 132 душами населения.
В 1913 году — 27 дворов.
По материалам Всесоюзной переписи населения 1926 года — деревня Карповского сельсовета Солнечногорской волости Клинского уезда в 4,3 км от Ленинградского шоссе и 8,5 км от станции Подсолнечная Октябрьской железной дороги, проживало 189 жителей (84 мужчины, 105 женщин), насчитывалось 35 крестьянских хозяйств.
С 1929 года — населённый пункт в составе Солнечногорского района Московского округа Московской области. Постановлением ЦИК и СНК от 23 июля 1930 года округа как административно-территориальные единицы были ликвидированы.
1929—1939 гг. — деревня Гришинского сельсовета Солнечногорского района.
1939—1957, 1960—1963, 1965—1994 гг. — деревня Солнечногорского сельсовета Солнечногорского района.
1957—1960 гг. — деревня Солнечногорского сельсовета Химкинского района.
1963—1965 гг. — деревня Солнечногорского сельсовета Солнечногорского укрупнённого сельского района.
С 1994 до 2006 гг. деревня входила в Солнечногорский сельский округ Солнечногорского района.
С 2005 до 2019 гг. деревня включалась в городское поселение Солнечногорск Солнечногорского муниципального района.
С 2019 года деревня входит в городской округ Солнечногорск.